# イン川
イン川（インがわ、英語: Inn river）は、スイス・オーストリア・ドイツの3ヶ国にわたって流れる川で、ドナウ川の支川のひとつ。スイス・グラウビュンデン州のエンガディン地方を源泉とし、ドイツ南東部に位置するバイエルン州の都市パッサウにおいてドナウ川に合流する。全長は約517km。

## 流域

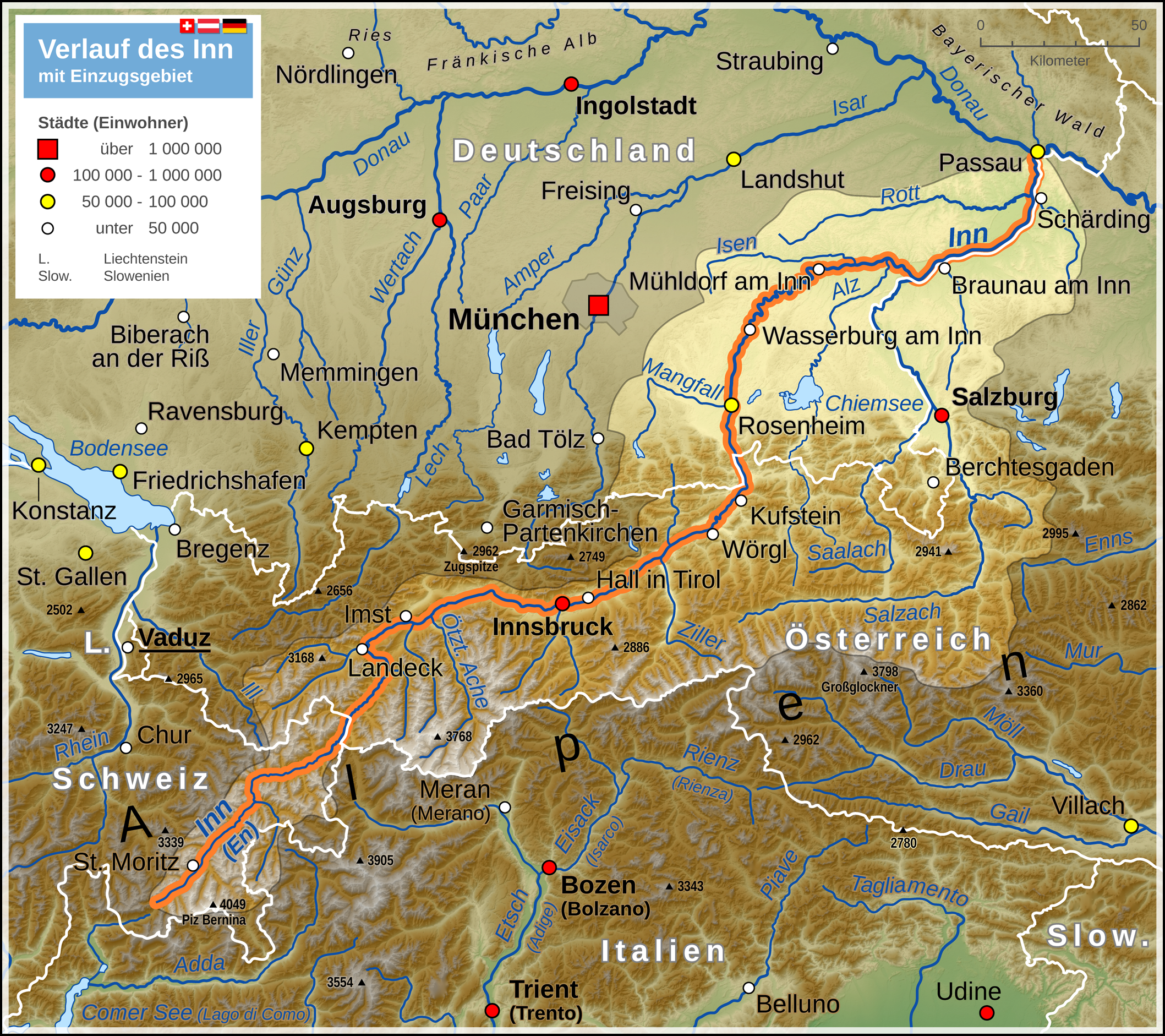
イン川流域の地図

水源はアルプス山脈にあり、水源に近いグラウビュンデン州のエンガディンは、この川（この地域では En と呼ばれる）にちなんで名付けられた。エンガディン地方は二つのエリアに分かれ、イン川の上流にあたる南側をオーバーエンガディン、下流にあたる北側をウンターエンガディンと呼ぶ。
川は北東へ向かい、オーストリアに入る。チロル州を東向きに流れ、ランデックや州都インスブルックを通ってクーフシュタイン近郊でドイツのバイエルン州に入る。
ドイツでは最初北向きに流れ、ローゼンハイム、ヴァッサーブルク・アム・インなどを通った後東に進路を変え、ミュールドルフ・アム・インなどを通る。東に流れている間に、支流であるアルツ川やザルツァハ川などが合流する。
ザルツァハ川と合流したあたりからドナウ川に注ぐまでの部分は、ドイツ（バイエルン州）とオーストリア（オーバー・エースターライヒ州）の境界を形成している。この区域で、ブラウナウ・アム・インやシェルディングなどを通る。一帯の池、ヨシ原と河畔林にゴイサギなどの水鳥およびヨーロッパビーバー、ユーラシアカワウソが生息しており、ドイツ側とオーストリア側はそれぞれラムサール条約登録地である。
最終的にパッサウでドナウ川に注ぐ。